# Capilerilla
Capilerilla (también conocida como Capileirilla) es una localidad y pedanía española perteneciente al municipio de La Taha, en la provincia de Granada. Está situada en la parte central de la comarca de la Alpujarra Granadina. Cerca de esta localidad se encuentran los núcleos de Pitres, Pórtugos, Mecina, Fondales, Mecinilla y Atalbéitar.
Capilerilla está ubicada a escasos kilómetros de los parques Natural y Nacional de Sierra Nevada.

## Historia
Capilerilla perteneció al municipio de Pitres hasta 1975, cuando este se fusionó junto con Mecina Fondales y Ferreirola en un solo municipio llamado La Taha, recayendo la capitalidad municipal en el núcleo bárbaro. Desde entonces, Capilerilla es una pedanía tahera.

## Demografía
Según el Instituto Nacional de Estadística de España, en el año 2021 Capilerilla contaba con 26 habitantes censados.

## Cultura

### Fiestas
Sus fiestas populares se celebran cada año alrededor del 2 de abril en honor a San Francisco de Paula, patrón de la localidad. Durante estas fiestas tiene lugar la procesión del santo con numerosas tracas de fuegos artificiales.